# Великое (Черновицкая область)
Великое (укр. Велике) — село в Берегометской поселковой общине Вижницкого района Черновицкой области Украины.
Население по переписи 2001 года составляло 632 человека. Почтовый индекс — 59237. Телефонный код — 3730. Код КОАТУУ — 7320585002.

## История
В 1946 г. Указом ПВС УССР село Мега переименовано в Великое.